# Administration pénitentiaire en France
Pour les autres articles nationaux ou selon les autres juridictions, voir Administration pénitentiaire.
Ne doit pas être confondu avec Direction de l'Administration pénitentiaire.
L’administration pénitentiaire française est le service public du ministère de la Justice chargé de l'exécution des décisions de justice en matière pénale et de favoriser la réinsertion sociale des personnes qui lui sont confiées par l'autorité judiciaire.
Son action s'appuie sur 187 établissements pénitentiaires et 104 services pénitentiaires d'insertion et de probation (SPIP) répartis au sein de dix directions interrégionales des services pénitentiaires (DISP) en métropole et en outre-mer, placées sous l'autorité de la direction de l'Administration pénitentiaire (DAP) dont l'actuel directeur est Sébastien Cauwel.
Elle possède sa propre école d'application, l'École nationale d'administration pénitentiaire (Énap), située à Agen, son propre service de renseignement, le Service national du renseignement pénitentiaire (SNRP), créé en 2017, et sa propre force d'intervention, les équipes régionales d'intervention et de sécurité (ÉRIS), créées en 2003.
Avec 43 000 fonctionnaires en 2024, elle est la troisième force de sécurité intérieure en France.

## Histoire de l'administration pénitentiaire française

### Création et rattachement au ministère de la Justice
Avec l'adoption du code pénal de 1791, la prison devient un lieu de punition mais aussi celui de l'amendement du condamné, par le travail et l'éducation. L'administration pénitentiaire, alors appelée « administration des prisons » est créée en 1795 au sein du ministère de l'Intérieur. En 1858, elle est devenue une direction importante regroupant 5 bureaux et 5 agents.
Au début de la Troisième République, un bras de fer s'engage entre les ministères de l'Intérieur et de la Justice : les magistrats souhaitent son rattachement à la Chancellerie tandis que leurs détracteurs invoquent la séparation des pouvoirs. Le 13 mars 1911, l'administration pénitentiaire est finalement rattachée par décret au ministère de la Justice, auquel sont transférés la direction et les services extérieurs (déconcentrés). 
Depuis, l'administration pénitentiaire ne changera plus de ministère de tutelle, à l'exception du régime de Vichy qui le rattacha au secrétariat d'État à l'Intérieur entre septembre 1943 et septembre 1944.

### Prise en charge des extractions judiciaires

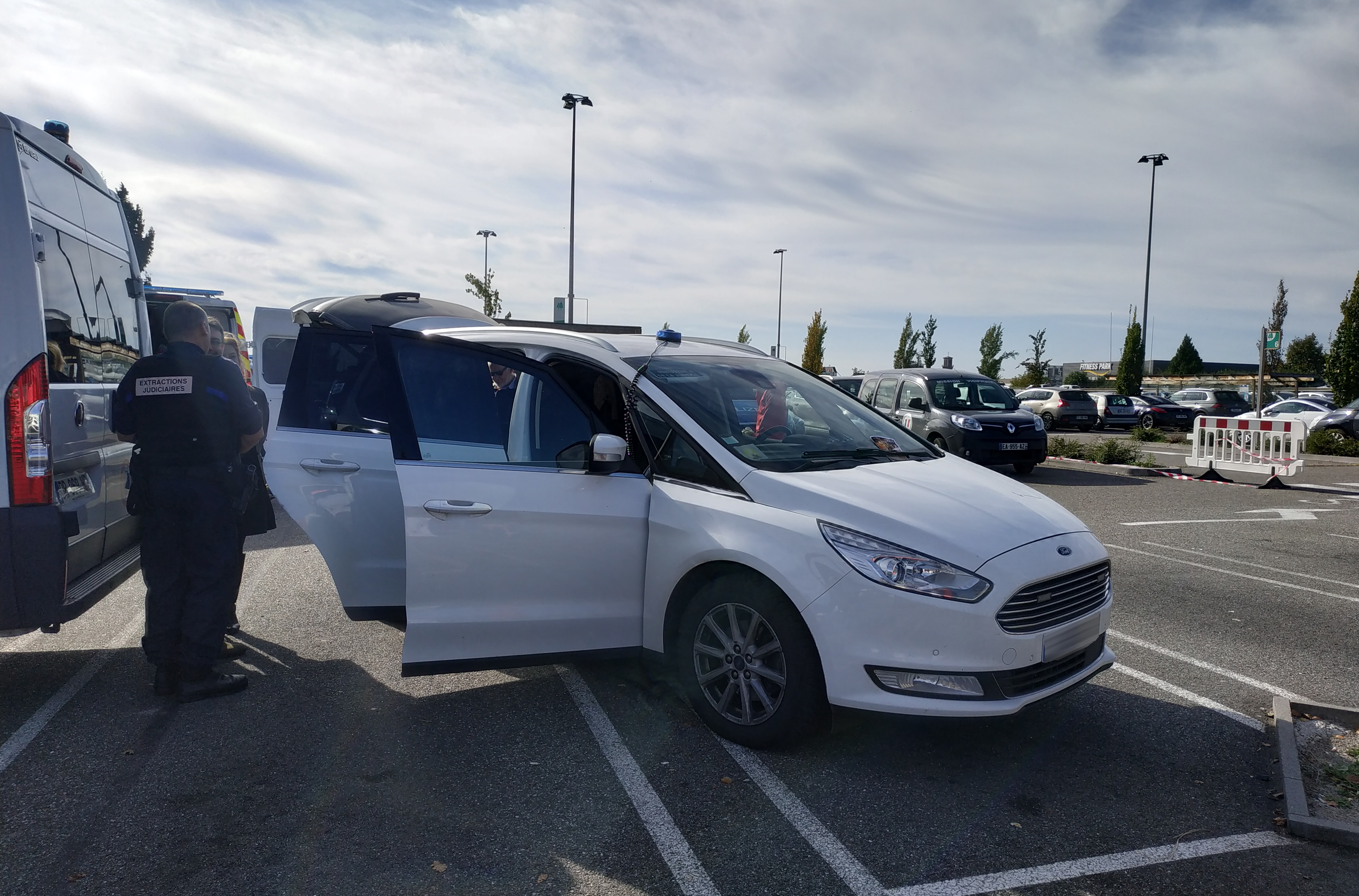
Véhicule banalisé chargé des extractions judiciaires

Les pôles de rattachement des extractions judiciaires (PREJ) et l'autorité de régulation et de programmation des extractions judiciaires (ARPEJ) sont des services institués en 2011 dans le cadre du transfert au ministère de la Justice de la mission d'extractions judiciaires des personnes détenues. Les PREJ sont mis en place au sein de certains établissements pénitentiaires et regroupent des agents formés aux missions d'extractions judiciaires. Les PREJ sont sous l'autorité de l'ARPEJ, qui est mise en place dans les directions interrégionales des services pénitentiaires des régions concernées.
Certains dysfonctionnements de l'ARPEJ ont été critiqués dans la presse.

## Missions

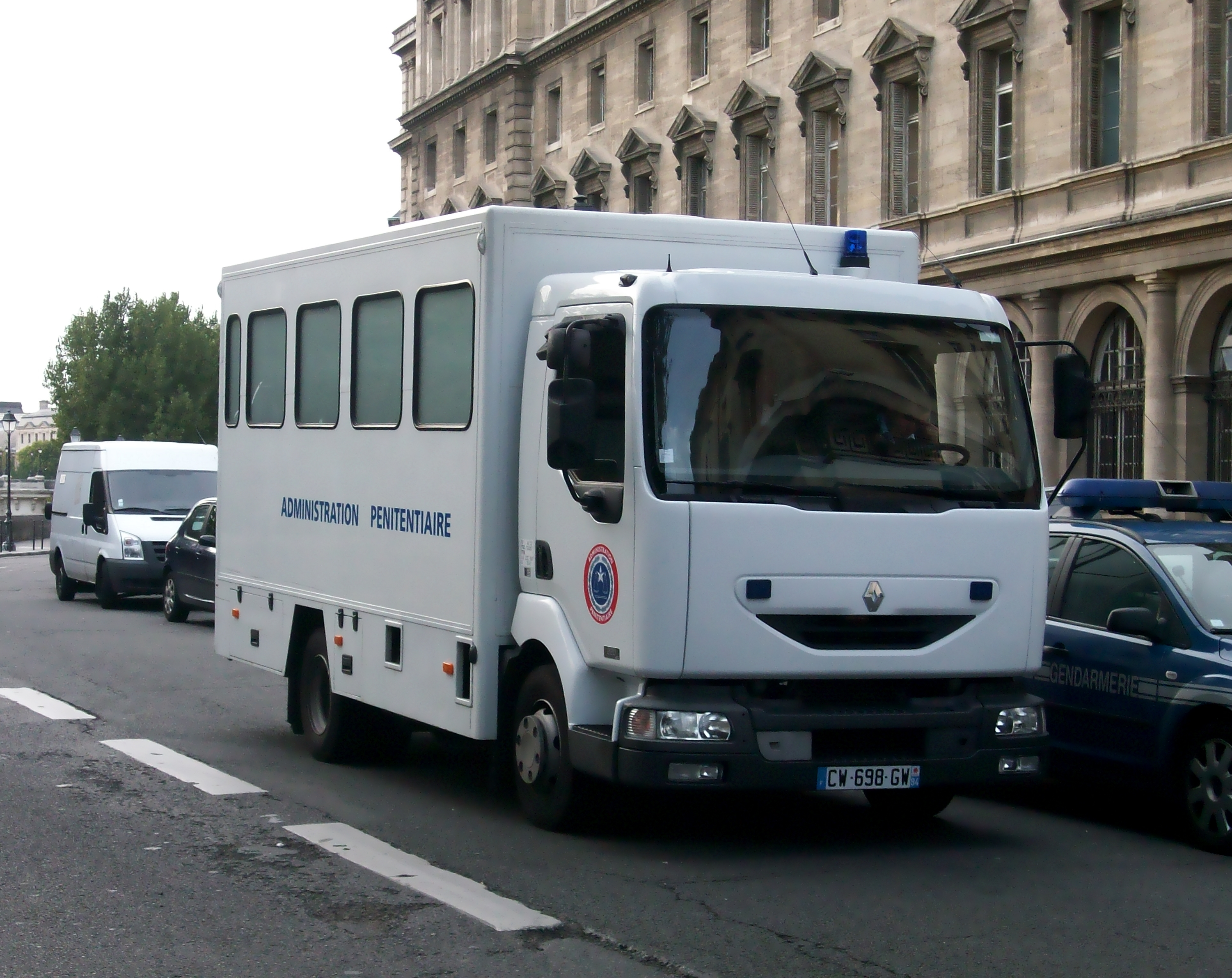
Fourgon cellulaire de l'Administration pénitentiaire.

L'administration pénitentiaire a une triple mission :
- assurer la garde des personnes détenues (accomplissement d’une peine, lutte contre les évasions) ;
- les garder dans des conditions acceptables (prévention des suicides, mise en œuvre des règles pénitentiaires européennes[5], etc.) ;
- permettre leur réinsertion (familiale ou par le travail).

Pour accomplir ces missions, elle s’appuie sur des services déconcentrés et sur des personnels soumis à un statut spécial dérogatoire du droit commun (notamment sans droit de grève, comme les magistrats de l'ordre judiciaire ou les CRS). Ils se répartissent dans cinq filières professionnelles :
- le personnel de surveillance (du surveillant pénitentiaire au chef des services pénitentiaires de classe exceptionnelle) ;
- le personnel pénitentiaire d'insertion et de probation (du conseiller pénitentiaire d'insertion et de probation au directeur pénitentiaire d'insertion et de probation) ;
- le personnel administratif (de l'adjoint administratif au conseiller d'administration) ;
- le personnel technique (de l'adjoint technique au directeur technique du 1er grade) ;
- le personnel de direction (du directeur des services pénitentiaires au directeur interrégional des services pénitentiaires).

L’organisation territoriale de l’Administration pénitentiaire s’articule autour de trois niveaux : l’administration centrale qui définit la politique applicable sur le territoire, les directions interrégionales des services pénitentiaires qui coordonnent la gestion des services déconcentrés et les établissements pénitentiaires.
Le 8 mars 2021, Laurent Ridel est nommé directeur de l'administration pénitentiaire. Il est le premier directeur issu du personnel pénitentiaire à diriger cette direction.
L’Administration pénitentiaire fait l’objet d'un programme spécifique, le n°107, au sein de la mission de justice dans les projets de loi de finances en nomenclature LOLF. En 2020, l'exécution des crédits de paiement de ce programme a représenté 3 863,4 M€, soit 42 % des crédits de la mission Justice.

## Personnels pénitentiaires

### Personnel de direction
Le personnel de direction de l'administration pénitentiaire est constitué par les directeurs des services pénitentiaires (DSP), qui forment un corps chargé de l’encadrement supérieur des services pénitentiaires. Ils exercent des fonctions de direction, de conception, d’expertise et de contrôle des établissements pénitentiaires, des services pénitentiaires d'insertion et de probation, des directions interrégionales, des établissements publics (Énap), du service à compétence nationale (SEP-RIEP) et d'administration centrale. 

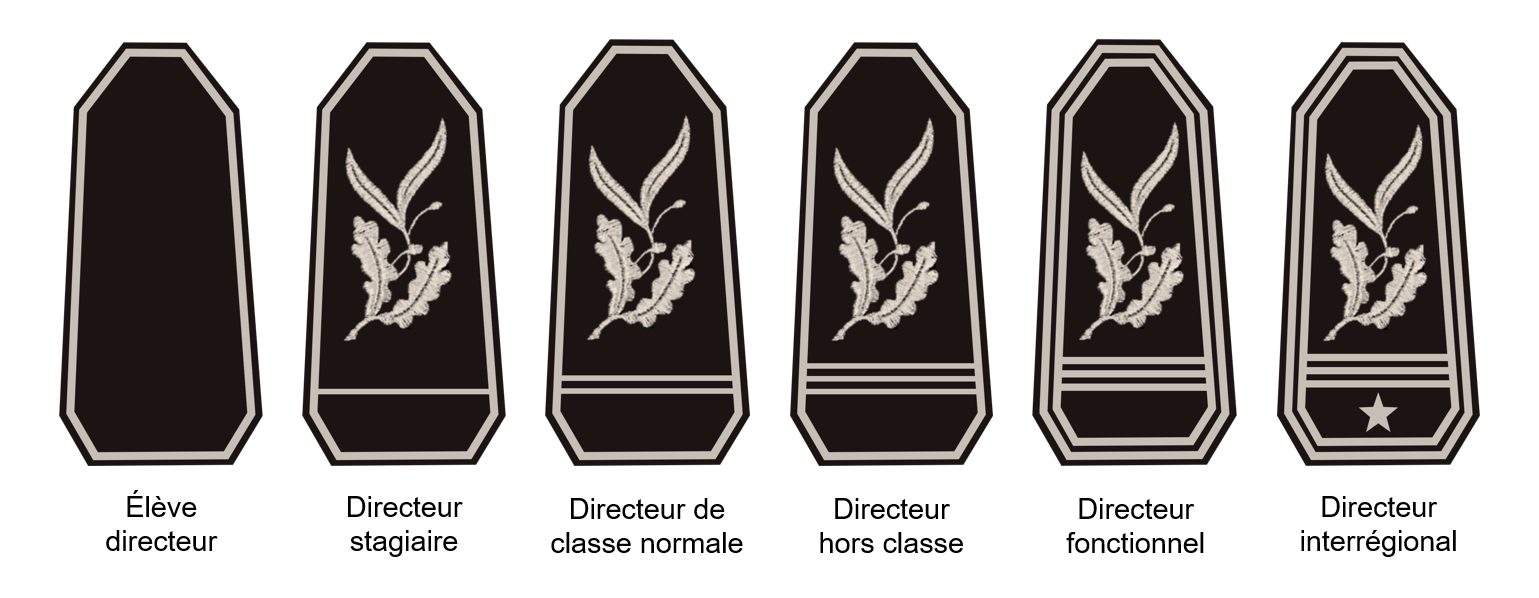
Pattes d'épaules des directeurs des services pénitentiaires.

### Personnel de surveillance
Le personnel de surveillance de l'administration pénitentiaire est composé de deux corps :
- Le corps d'encadrement et d'application, qui comprend les grades de : élève, stagiaire, surveillant, brigadier, brigadier-chef et major.
- Le corps de commandement, qui comprend les grades des officiers pénitentiaires : élève officier, officier stagiaire, capitaine, commandant, commandant divisionnaire.

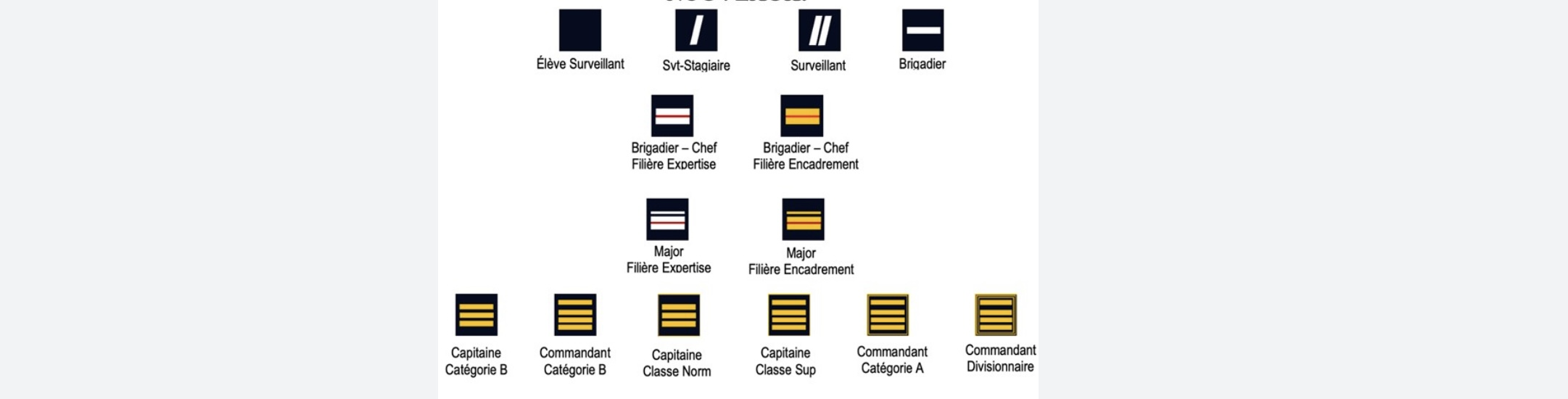
Galons de poitrine des personnels de surveillance de l'administration pénitentiaire.

#### Corps d'encadrement et d’application
- Élève surveillant (galon vierge) : grade porté durant les 8 mois du cursus de formation initiale à l’ENAP.
- Surveillant stagiaire (galon orné d’un demi chevron argent) : grade porté pour une durée de 1 ans suivant la formation initiale,
- Surveillant (galon orné de deux demi chevrons argent),
- Surveillant-brigadier (galon orné d'une barrette argent). Créé en 2006. Depuis le 1er janvier 2022, les grades de surveillant et de brigadier sont fusionnés dans une nouvelle grille indiciaire. Les surveillants atteignant l'échelon 6 de la nouvelle grille obtiennent le titre de brigadier, auparavant ils étaient surveillants principaux.
- Brigadier-chef pénitentiaire (galon orné de deux barrettes argent), grade accessible par le passage d'un concours interne au bout de 6 ans d'ancienneté, ou à l'avancement parmi les surveillants brigadiers.
- Major pénitentiaire (galon orné de deux barrettes argent séparées d’un liseré rouge). Après 13 ans de service au sein de l’Administration pénitentiaire dont 4 ans dans son grade, le premier surveillant peut devenir, par examen des capacités professionnelles, major pénitentiaire.

#### Corps de commandement
- Capitaine pénitentiaire (galons ornés de trois barrettes or).
- Commandant pénitentiaire (galons ornés de quatre barrettes or).
- Commandant divisionnaire pénitentiaire (une barrette argent supplémentaire est ajoutée aux barrettes or des galons).

Les commandants divisionnaires assurent notamment les fonctions de chef d'établissement, d'adjoint au chef d'établissement, de chef de détention, d'adjoint au chef de détention et de responsable de service.

#### Affectation et évolution de carrière
Les métiers des personnels de surveillance offrent une grande diversité de postes à des niveaux de responsabilité différents exercés en qualité de surveillant, surveillant brigadier, brigadier-chef, major, capitaine, commandant pénitentiaire ou commandant divisionnaire.
Ils peuvent être affectés dans un des 186 établissements pénitentiaires répartis sur l’ensemble du territoire français. Les affectations des surveillants sont déterminées à l'issue de la formation, selon le rang de classement obtenu lors de la scolarité. Les officiers pénitentiaires peuvent être affectés dans les différents services pénitentiaires existants en France (y compris les outre-mer). Les affectations des officiers sont déterminées à l'issue de la formation, selon le rang de classement obtenu lors de la scolarité.

#### Conditions de travail du personnel pénitentiaire
Avant 1994, il existait, selon Pâquerette Goldberg, peu d'études en France s'intéressant aux conditions de travail et à la santé des personnels de l'Administration pénitentiaire. En 2017, un rapport de la contrôleuse générale des lieux de privation de liberté (CGLPL) Adeline Hazan note des conditions de travail détériorées des surveillants de prison. Cette détérioration serait principalement due aux sous-effectifs, aux difficultés des conditions de travail, à la pression liée à la surpopulation carcérale, à la promiscuité, à la violence et à la vétusté des locaux.
Selon Emilie Blachère, 40 % des agents formés par l'École nationale d'administration pénitentiaire démissionnent dès la première année de leur entrée en fonctions.

### Personnel d'insertion et de probation
D'une façon générale, le personnel d'insertion et de probation (PIP) est moins représenté et moins connu car l'Administration pénitentiaire est essentiellement tournée vers la détention. Ainsi, comme le souligne le rapport de la Cour des comptes de juillet 2010, prévenir la récidive, gérer la vie carcérale, « le total des crédits consacrés à l'activité des SPIP se serait établi en 2008 à 190 millions d'euros, soit près de 8 % du total des crédits consommés au cours de cet exercice sur le programme 107 Administration pénitentiaire (2,4 milliards d'euros) ».
Le personnel des SPIP prend pourtant en charge 100 % des personnes placées sous main de justice, tant en milieu fermé (67 500 en mars 2013) qu'en milieu ouvert (180 000 personnes). 
Cette contradiction entre l'absence de moyens donnés et la volonté affichée de trouver de nouvelles peines alternatives à l'incarcération est à l'origine des évolutions constantes de la filière d'insertion et de probation.
Le personnel d’insertion et de probation mène ses actions envers les personnes placées sous mains de justice (PPSMJ tant en milieu ouvert (contrainte pénale, placement sous surveillance électronique…) qu’en milieu fermé (en établissement pénitentiaire).
- CPIP : conseiller(e) pénitentiaire d’insertion et de probation de classe normale ou de hors classe (Catégorie A), ils participent à un réseau pluridisciplinaire afin d’améliorer la prise en charge et la réinsertion des PPSMJ.
- DPIP : directeur pénitentiaire d’insertion et de probation (catégorie A). Ils dirigent, animent les équipes pluridisciplinaires au sein des SPIP. Les DPIP occupent également des postes à responsabilité dans les directions interrégionales ou à l'administration centrale.
- DFSPIP : statut d'emploi de directeur fonctionnel des services pénitentiaires d’insertion et de probation (catégorie A). La réforme de 2010 introduit une distinction entre les DFSPIP de 1re catégorie (gérant les plus gros départements) et les DFSPIP de 2e catégorie. Le décret du 30 novembre 2023 crée le statut d'emploi de directeur du ministère de la justice dont font partie les DFSPIP de 1re catégorie.

Les DFSPIP sont recrutés parmi les directeurs pénitentiaires d’insertion et de probation, les magistrats ou les fonctionnaires de catégorie A (dont DSP).

#### Recrutement
Quatre voies permettent d’accéder à ces fonctions (hors détachement): les concours externe et interne, l’examen professionnel et la promotion au choix. Pour ces voies d'accès, les conditions minimales exigibles sont les suivantes :
- concours externe : posséder un diplôme de niveau bac+3 pour les CPIP et l’un des diplômes permettant de se présenter aux IRA pour les DPIP.
- concours interne : il faut avoir au moins 4 ans de service public.
- examen professionnel : permet aux CPIP d'accéder aux fonctions de DPIP après 4 ans de services effectifs dans le corps et un an d’ancienneté au 6e échelon de leur grade.
- liste d’aptitude : permet aux CPIP hors classe (s’ils ont au moins 6 ans de services effectifs dans le corps et un an d’ancienneté au 3e échelon du grade hors classe) de devenir DPIP.

#### Formation

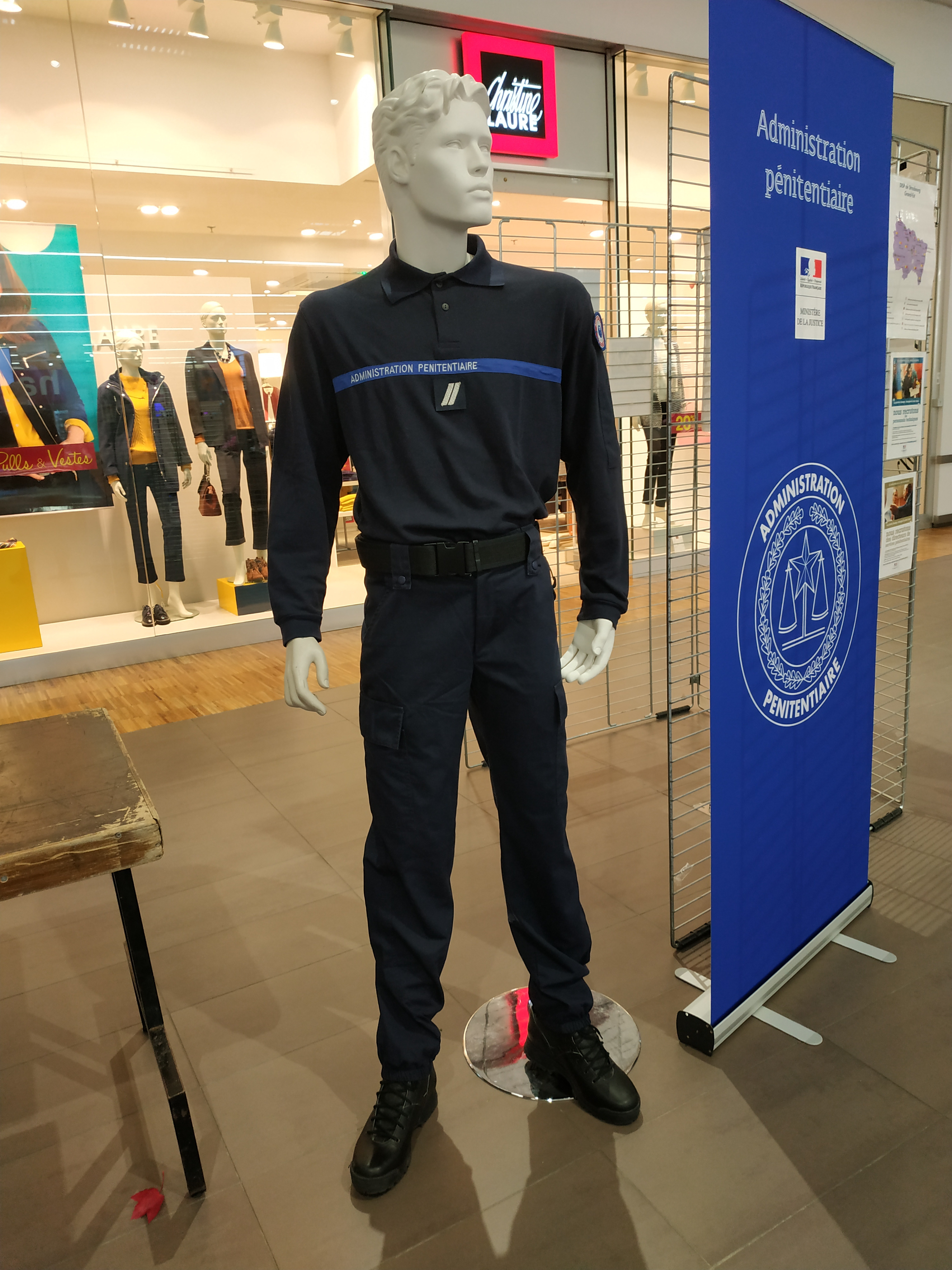
Uniforme de l'administration pénitentiaire en 2019

Les conseillers pénitentiaires d'insertion et de probation bénéficient d'une formation rémunérée (2 113 € brut mensuel en tant qu'élève conseiller) de 24 mois. Celle-ci comprend des cours théoriques à l'École nationale d'administration pénitentiaire (ÉNAP) à Agen et stages pratiques sur le terrain.
La première année, la formation fait largement appel à l'intervention de praticiens extérieurs, universitaires et chercheurs. Droit et procédure pénale, réglementation pénitentiaire, sociologie, psychiatrie, criminologie permettent aux futurs conseillers pénitentiaires d'insertion et de probation de situer le contexte de leur intervention. Des périodes de stages en milieux diversifiés (établissements pénitentiaires, tribunaux, associations...) viennent compléter ce premier cursus.
La seconde année, l’élève est nommé stagiaire et est affecté dans un service pénitentiaire d’insertion et de probation.
Des stages en établissements pénitentiaires, tribunaux ou associations notamment, complètent la formation théorique au cours des deux années de scolarité.
La titularisation intervient à l'issue de la seconde année après avoir satisfait aux épreuves du certificat d'aptitude aux fonctions de conseiller pénitentiaire d'insertion et de probation. Ces épreuves comportent la soutenance d'un mémoire réalisé en cours de formation.

#### Avantages et obligations des DPIP
Les DPIP ont une obligation de mobilité : la durée maximale d’affectation d’un DPIP sur un même emploi est fixée à cinq ans renouvelable une fois. Pour les DFSPIP, la durée maximale est de quatre ans, prolongée une fois de deux ans. Le conjoint peut également bénéficier d'une mutation s'il est fonctionnaire de l'Administration pénitentiaire.

#### La rémunération et le statut
Traitement net mensuel au 01.01.2024.
|                                                                               | 1er échelon | Dernier échelon |
| Élève conseiller pénitentiaire d'insertion et de probation                    | 2 135 €     |                 |
| Conseiller pénitentiaire d'insertion et de probation                          | 2 288 €     | 3 419€          |
| Conseiller pénitentiaire d’insertion et de probation de classe exceptionnelle | 2 845 €     | 3 604 €         |
| Directeur pénitentiaire d'insertion et de probation                           | 3 061 €     | 4 399 €         |
| Directeur fonctionnel des services pénitentiaires d'insertion et de probation | 3 681 €     | 4 678 €         |

Les personnels d’insertion et de probation sont régis par le décret n° 2010-1636 du 23 décembre 2010 modifiant le décret n° 93-1114 du 21 septembre 1993, relatif au statut particulier du personnel d’insertion et de probation de l’Administration pénitentiaire.
Le corps des conseillers pénitentiaires d’insertion et de probation est régi par le décret n° 2010-1639 du 23 décembre 2010 portant statut particulier des conseillers pénitentiaires d’insertion et de probation .
La filière des  personnels pénitentiaires d'insertion et de probation comporte actuellement deux corps et un statut d'emploi :
- le corps des conseillers pénitentiaires d'insertion et de probation
- le corps des directeurs pénitentiaires d'insertion et de probation
- le statut d'emploi de directeurs fonctionnels des services pénitentiaires d'insertion et de probation

### Personnel technique
Le personnel technique est régi par le décret nº 99-669 du 2 août 1999 modifié portant statut particulier du personnel technique des services déconcentrés de l’Administration pénitentiaire. Il est soumis au statut spécial du personnel des services déconcentrés de l’Administration pénitentiaire en application de l’ordonnance du 6 août 1958 et du titre VII du décret du 21 novembre 1966.
- Adjoint technique de 1re et 2e classe (catégorie C)
- Technicien de 1re ou 2e classe (catégorie B)
- Directeur technique de 1re ou 2e classe (catégorie A)

Ces agents évoluent dans les établissements gérés en totalité par l’Administration pénitentiaire. En effet, dans les établissements en gestion mixte par délégation de service public ou en partenariat public-privé (PPP) la maintenance est confiée à des sociétés extérieures.
Toutefois, l’Administration pénitentiaire emploie de plus en plus ce type d’agent, soit dans les établissements, soit dans les directions interrégionales, comme relais technique pour effectuer des audits et contrôles des contrats passés avec les prestataires privés. C'est en tous cas le sens des propositions de la Cour des comptes en 2006 et en 2010 lors de rapports thématiques sur l’Administration pénitentiaire, notamment dans les chapitres sur la gestion déléguée.
Les salaires sont les suivants au 1.01.2024 : 
| -                                                                   | Montant minimal (en euros avec les primes minimales) | Montant maximal (en euros avec les primes minimales) |
| ------------------------------------------------------------------- | ---------------------------------------------------- | ---------------------------------------------------- |
| Adjoint technique                                                   | 1 911                                                | 2 457                                                |
| Technicien                                                          | 1 923                                                | 2 955                                                |
| Directeur technique (2e puis 1re classe puis classe exceptionnelle) | 2 133                                                | 4 469                                                |

### Personnel administratif
Le personnel administratif regroupe différents corps du ministère de la Justice. Les agents administratifs sont soumis aux dispositions statutaires applicables à leurs corps respectifs et lorsqu’ils sont affectés dans les services déconcentrés de l’Administration pénitentiaire au statut spécial du personnel pénitentiaire (statut spécial : ordonnance no 58-696 du 6 août 1958 et décret no 66-874 du 21 novembre 1966).
Catégorie A
- Attachés d’administration
- Attachés principaux d'administration
- Conseillers d'administration (grade fonctionnel essentiellement lié au corps des attachés d'administration du ministère de la Justice).

Catégorie B
- Secrétaires administratifs
- Secrétaires administratifs de classe supérieure
- Secrétaires administratifs de classe exceptionnelle

Les SA encadrent souvent un service (en établissement) ou une unité (en DISP)
Catégorie C
- Adjoints administratifs de 2e classe
- Adjoints administratifs de 1re classe
- Adjoints administratifs principaux de 2e classe
- Adjoints administratifs principaux de 1re classe

|                                                    | Montant minimal (avec les primes minimales en euros) | Montant maximal (avec les primes minimales en euros) |
| -------------------------------------------------- | ---------------------------------------------------- | ---------------------------------------------------- |
| Adjoint administratif (2e et 1re classe)           | 1 484                                                | 1 840                                                |
| Adjoint administratif principal (2e et 1re classe) | 1 498                                                | 2 085                                                |
| Secrétaire administratif                           | 1 644                                                | 2 422                                                |
| Attaché administratif (classe normale)             | 2 032                                                | 3 406                                                |
| Attaché administratif (principal)                  | 2 416                                                | 4 025                                                |
| Conseiller d’administration                        | 3 184                                                | 4 680                                                |

## Critique de l'administration pénitentiaire en France
Dominique Ciavatti, ancien directeur des établissements de Fresnes et de Fleury-Mérogis, distingue trois succès et trois échecs de l'administration pénitentiaire en France. Parmi les succès, il cite :
- la solidarité entre tous les acteurs de l'institution, quels que soient leur statut et leur mission,
- la réflexion sur le suivi des longues peines,
- la volonté de l'Administration pénitentiaire de s'ouvrir au monde extérieur, résolument, par des voies diverses.

Parmi les échecs :  
- la nature et les excès du système hiérarchique,
- la répartition très stricte des rôles entre la magistrature et l'Administration pénitentiaire,
- la sanctuarisation de certaines populations pénales, comme celle des mineurs.